# دین مک‌دونالد
دین مک‌دونالد (انگلیسی: Dean McDonald؛ زادهٔ ۱۹ فوریهٔ ۱۹۸۶) بازیکن فوتبال اهل بریتانیا است.
از باشگاه‌هایی که در آن بازی کرده‌است می‌توان به باشگاه فوتبال کارشالتون اتلتیک، باشگاه فوتبال ایپسویچ تاون، باشگاه فوتبال گیلینگام، باشگاه فوتبال توتینگ اند میتچام یونایتد، باشگاه فوتبال فارن‌بورو، باشگاه فوتبال گرایس اتلتیک، باشگاه فوتبال نورتویچ ویکتوریا، باشگاه فوتبال هارتل پول یونایتد، باشگاه فوتبال مکلسفیلد تاون، باشگاه فوتبال آرسنال، باشگاه فوتبال ساتون یونایتد، باشگاه فوتبال بیلریکای، و باشگاه فوتبال وایت‌هاوک اشاره کرد.